# Loaded (chanson de Ricky Martin)
Pour les articles homonymes, voir Loaded.
Albums de Ricky Martin
Nobody Wants to Be Lonely
(2001) Cambia la piel
(2001)
Clip vidéo
[vidéo] « Loaded », sur YouTube
Loaded est une chanson du chanteur portoricain Ricky Martin extraite de son sixième album studio, Sound Loaded, sorti en novembre 2000.
En 2001, la chanson a été publiée en single. C'était le troisième single de cet album.
Au Royaume-Uni, elle a débuté à la 19e place du hit-parade des singles (pour la semaine du 22 au 28 juillet 2001).
La chanson a aussi atteint la 14e place en Suède, la 18e place en Espagne, la 22e place en Italie, la 74e place en Allemagne, la 80e place aux Pays-Bas et la 87e place en Suisse.